# Cútar
 Cútar  est une commune de la province de Malaga dans la communauté autonome d'Andalousie en Espagne.

## Population
| 1991 | 1996 | 2001 | 2002 | 2004 |
| ---- | ---- | ---- | ---- | ---- |
| 613  | 615  | 620  | 621  | 637  |